# 納塔爾巴尼 (路易斯安那州)
納塔爾巴尼（英語：Natalbany）是位於美國路易斯安那州坦吉帕霍阿堂區的一個普查規定居民點。

## 人口
根據2020年美國人口普查的數據，納塔爾巴尼的面積為11.58平方千米，當中陸地面積為11.47平方千米，而水域面積為0.11平方千米。當地共有人口2510人，而人口密度為每平方千米216.75人。